# Torre Aura Altitude
La Torre Aura Altitude est un gratte-ciel résidentiel de 171 mètres construit en 2008 à Zapopan au Mexique. Il est occupé par 37 vastes appartements répartis sur 44 étages.